# トライサム
株式会社トライサムは、日本の芸能事務所。日本芸能マネージメント事業者協会に加盟。

## 概要
- 俳優「水谷豊」の個人事務所として1995年設立。後に水谷の妻の伊藤蘭も所属する。
- マネジメントのほか、水谷の出演・監督作品の二次利用権利を管理している。
- 2024年より、水谷と伊藤のマネジメント業務を新会社「Trysome Bros.LLC合同会社」に移管する[1]。

## 所属タレント
- 水谷豊
- 伊藤蘭

### 過去の所属タレント
- 山中崇史

## 関連会社
- 株式会社トライサム・エンタープライズ （法人番号9012401022448・トライサムの所在地と同一）
- 有限会社トライサム音楽出版（法人番号8012402006434・トライサムの所在地と同一）
- Trysome Bros.LLC（トライサムブラザースエルエルシー）合同会社[2]

## 概要
1. ↑  2024年4月現在のトライサム公式HP2025年1月22日確認
2. ↑  週刊文春 2023年11月16日号記事「〈映画制作から喫茶店経営まで〉『ブギウギ』趣里と『相棒』水谷豊が父娘2人で10月に“新会社”を設立していた　水谷は「僕の代が終わっても趣里が継いでくれれば…」文春オンライン2025年1月22日確認